# Sankt Petersborgs Statsuniversitet
Sankt Petersborgs Statsuniversitet (russisk: Санкт-Петербургский государственный университет) er et statsejet universitet beliggende i Sankt Petersborg i Rusland. Det er et af landets ældste og mest prestigefyldte universiteter og består af 19 fakulteter, 13 institutteter samt Canada College, et militært fakultet og Chair of Physical Culture and Sports. På bachelorniveau har universitetet omkring 32.000 studerende, mens antallet af ansatte er omkring 4.500. Universitetet har to campusser.
Det er omstridt hvilket år, universitetet blev grundlagt. Skt. Petersborgs Statsuniversitet har eksisteret siden 1819, men universitetet selv hævder at være en efterfølger til det videnskabsakademi, som Peter den Store grundlagde i byen i 1724. 
Universitetet har haft otte Nobelprisvindere.